# Mindre vimpelspindel
Mindre vimpelspindel (Walckenaeria antica) är en spindelart som först beskrevs av Karl Friedrich Wider 1834.  Mindre vimpelspindel ingår i släktet Walckenaeria och familjen täckvävarspindlar. Arten är reproducerande i Sverige. Inga underarter finns listade i Catalogue of Life.